# Карл I Мюнстербергский
Карл I Мюнстербергский (чеш. Karel I Minsterberský, нем. Karl I von Münsterberg-Oels; 4 мая 1476, Клодзко — 31 мая 1536, Зомбковице-Слёнске) — граф Кладский (1498—1501), князь Зембицкий (герцог Мюнстербергский) и Олесницкий (1498—1536), князь Волувский (1498-1517). Генеральный староста Нижней Силезии с 1517 года и Верхней Силезии с 1528 года.

## Биография

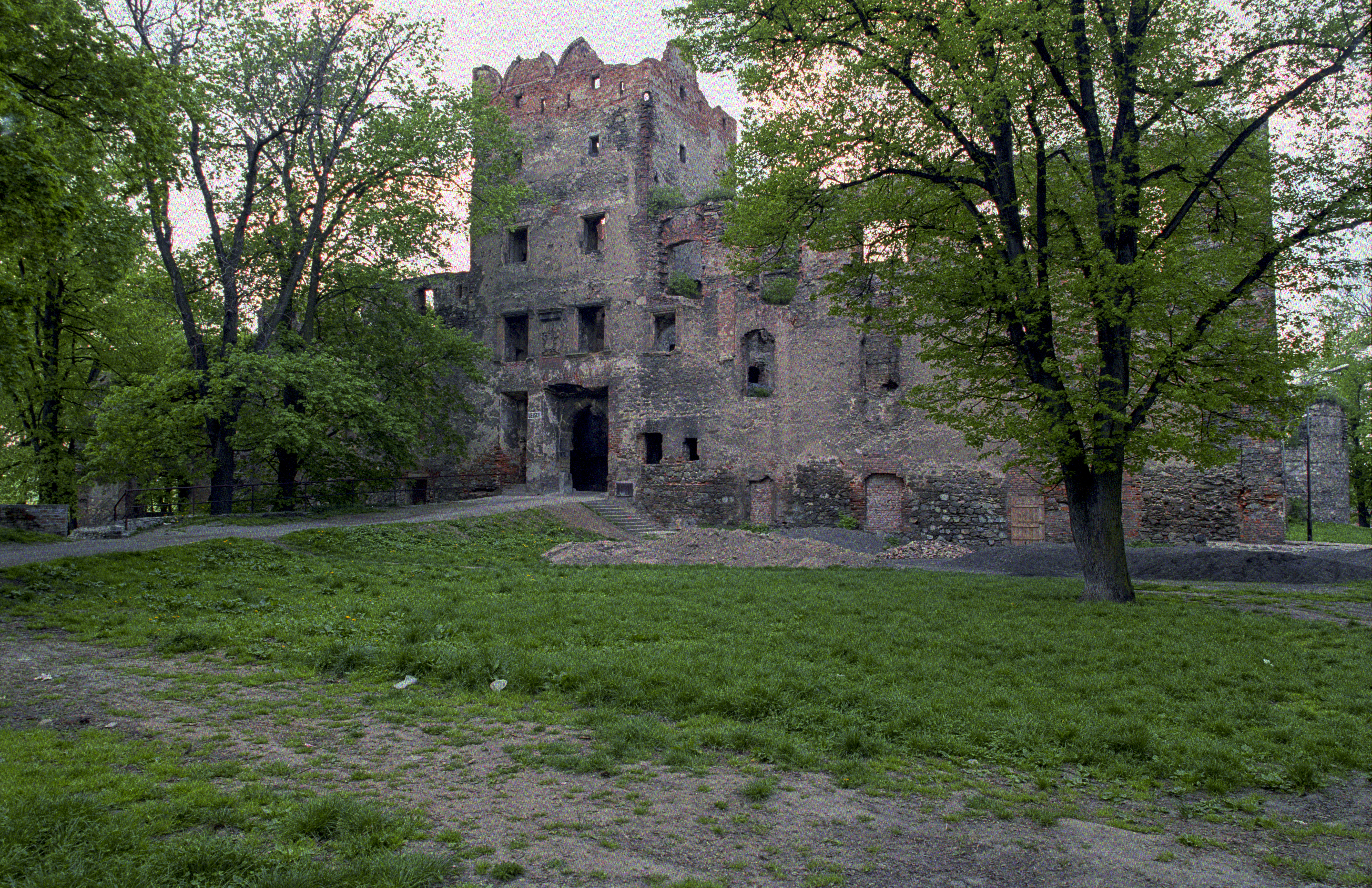
Замок в Зомбковице-Слёнске, резиденция Карла I (нынешнее состояние)

Представитель чешского аристократического рода панов из Подебрад. Родился 4 мая 1476 года в Клодзко. Пятый ребёнок и четвертый сын Йиндржиха I из Подебрад (1448—1498) и Урсулы Бранденбургской (1450—1508), дочери курфюрста Бранденбургского Альбрехта III Ахиллеса.
В июне 1498 года после смерти Йиндржиха I из Подебрад его сыновья Альбрехт, Георг и Карл получили в совместное владение Зембицкое и Олесницкое княжества, а также Кладское графство. При этом каждый из трех братьев правил в своем уделе: Альбрехт в Клодзко, Карл сначала в Зембице (а затем после постройки нового замка — в Зомбковице-Слёнске), а Георг — в Олеснице.
В ноябре 1502 года после смерти своего бездетного брата Георга братья Карл и Альбрехт унаследовали его владения. После смерти Георга Карл переехал в Олесницу. В 1511 году после смерти старшего брата Альбрехта, не оставившего после себя мужского потомства, Карл стал обладателем всего отцовского наследства. В 1515 году после смерти своего двоюродного брата Бартоломея, сына Викторина из Подебрад, Карл стал единственным мужским представителем Подебрадской династии.
В мае 1501 года братья Альбрехт, Георг и Карл продали Кладское графство за 60 000 талеров своему будущему свояку Ульриху фон Хардеггу (ум. 1535), сохранив пожизненный титул графа Кладского для себя и своих потомков по мужской линии.
В 1517 году Карл продал Волувское княжество Яну Турзо, младшему брату епископа Вроцлавского. Карл был последним представителем династии, значение которого выходило за пределы Силезии. В 1515 году чешский король Владислав II Ягеллон назначил его своим советником, а его сын и преемник Людвик подтвердил это назначение.
Дальнейшая карьера Карла развивалась следующим образом: в 1519 году он был назначен фогтом (войтом) Верхней Лужицы, в 1523 году — наместником Чешского королевства, в 1517 году получил должность генерального старосты Нижней Силезии и пожизненного старосты Глогувского княжества, а в 1528 году — назначен Фердинандом I Габсбургом старостой Нижней и Верхней Силезии. В 1532 году король Фердинанд I подтвердил на пожизненный срок все должности Карла. 
Карл занимался восстановлением Зембицкого княжества со столицей в Зомбковице-Слёнске, где в 1524—1532 годах началось строительство замка, которое, однако, не было закончено из-за отсутствия денег. С 1522 года Карл Мюнстербергский с интересом читал книги Мартина Лютера, но до конца своей жизни оставался католиком.
31 мая 1536 года Карл Мюнстербергский скончался в Зомбковице-Слёнске, где и был похоронен в приходском костёле Святой Анны. Его супруга Анна Жаганьская скончалась в 1541 году и была похоронена рядом с мужем. Их дети построили в костёле Святой Анны надгробие для Карла и его жены.

## Брак и дети
7 января 1488 года Карл Мюнстербергский женился на Анне Жаганьской (ок. 1480 — 27 октября 1541), четвертой дочери князя Жаганьского и Глогувского Яна II Безумного (1435—1504) и Катарины Опольской (1443—1505). Супруги имели в браке двенадцать детей:
- Генрих (10 апреля 1490 — 25 июля 1490)
- Анна (6 сентября 1499 — 24 октября 1504)
- Катарина (21 сентября 1500 — 15 июня 1507)
- Маргарита (27 декабря 1501 — 26 июня 1551), муж с 1519/1520 года Ян Зайиц из Хазмбурка
- Иоахим (18 января 1503 — 18 декабря 1562), князь Зембицкий и Олесницкий (1536—1542), епископ Брандебургский (1545—1560)
- Кунигунда (25 сентября 1504 — 25 июля 1532), муж с 1521/1522 года барон Криштоф Воскович и Трюбов (ум. 1550)
- Урсула (3 декабря 1505 — 21 января 1539), муж с 1523 года Иероним из Биберштейна на Кости (ум. 1549)
- Генрих II (23 марта 1507 — 2 августа 1548), князь Зембицкий и Олесницкий (1536—1542), князь Берутовский (1542—1548)
- Ядвига (12 июня 1508 — 28 ноября 1531), муж с 1525 года маркграф Георг Бранденбург-Ансбахский (1484—1543)
- Иоганн (4 ноября 1509 — 28 февраля 1565), князь Зембицкий (1536—1542, 1559—1565) и Олесницкий (1536—1565)
- Барбара (4 февраля 1511 — 6 апреля 1539), аббатиса в Стшелине и Олеснице
- Георг II (30 апреля 1512 — 13 марта 1553), князь Зембицкий (1536—1542) и Олесницкий (1536—1553)